# Melksham Town FC
Melksham Town FC (celým názvem: Melksham Town Football Club) je anglický fotbalový klub, který sídlí ve městě Melksham v nemetropolitním hrabství Wiltshire. Založen byl v roce 1876 pod názvem Melksham FC. Od sezóny 2018/19 hraje v Southern Football League Division One South (8. nejvyšší soutěž). Klubové barvy jsou černá a žlutá.
Své domácí zápasy odehrává na Oakfield Stadium.

## Historické názvy
Zdroj: 
- 1876 – Melksham FC (Melksham Football Club)
- 1920 – Melksham & Avon United FC (Melksham & Avon United Football Club)
- 1926 – Melksham FC (Melksham Football Club)
- 1951 – Melksham Town FC (Melksham Town Football Club)

## Získané trofeje
- Wiltshire Senior Cup ( 8× )
  - 1904/05, 1969/70, 1977/78, 2002/03, 2007/08, 2012/13, 2013/14, 2015/16

## Úspěchy v domácích pohárech
Zdroj: 
- FA Cup
  - 3. předkolo: 1954/55, 1957/58
- FA Trophy
  - 2. předkolo: 1982/83, 1984/85, 1985/86, 1986/87, 1987/88
- FA Vase
  - Čtvrtfinále: 2017/18

## Umístění v jednotlivých sezonách
Stručný přehled
Zdroj: 
- 1974–1976: Western Football League
- 1976–1980: Western Football League (Division One)
- 1980–1988: Western Football League (Premier Division)
- 1988–1993: Western Football League (Division One)
- 1994–1997: Western Football League (Division One)
- 1997–2010: Western Football League (Premier Division)
- 2010–2012: Western Football League (Division One)
- 2012–2018: Western Football League (Premier Division)
- 2018– : Southern Football League (Division One South)

Jednotlivé ročníky
Zdroj: 
Legenda: Z - zápasy, V - výhry, R - remízy, P - porážky, VG - vstřelené góly, OG - obdržené góly, +/- - rozdíl skóre, B - body, červené podbarvení - sestup, zelené podbarvení - postup, fialové podbarvení - reorganizace, změna skupiny či soutěže
| Sezóny  | Liga                                          | Úroveň | Z  | V  | R  | P  | VG  | OG | +/- | B  | Pozice |
| ------- | --------------------------------------------- | ------ | -- | -- | -- | -- | --- | -- | --- | -- | ------ |
| 2009/10 | Western Football League (Premier Division)    | 9      | 38 | 10 | 5  | 23 | 41  | 84 | -43 | 35 | 19.    |
| 2010/11 | Western Football League (Division One)        | 10     | 36 | 14 | 13 | 9  | 63  | 51 | +12 | 55 | 8.     |
| 2011/12 | Western Football League (Division One)        | 10     | 36 | 24 | 6  | 6  | 77  | 42 | +35 | 78 | 2.     |
| 2012/13 | Western Football League (Premier Division)    | 9      | 38 | 14 | 6  | 18 | 62  | 74 | -12 | 48 | 13.    |
| 2013/14 | Western Football League (Premier Division)    | 9      | 40 | 20 | 5  | 15 | 74  | 67 | +7  | 65 | 7.     |
| 2014/15 | Western Football League (Premier Division)    | 9      | 36 | 23 | 7  | 6  | 89  | 41 | +48 | 76 | 1.     |
| 2015/16 | Western Football League (Premier Division)    | 9      | 38 | 22 | 7  | 9  | 65  | 38 | +27 | 73 | 5.     |
| 2016/17 | Western Football League (Premier Division)    | 9      | 38 | 26 | 7  | 5  | 105 | 43 | +62 | 85 | 3.     |
| 2017/18 | Western Football League (Premier Division)    | 9      | 38 | 26 | 6  | 6  | 99  | 39 | +60 | 84 | 2.     |
| 2018/19 | Southern Football League (Division One South) | 8      | 38 |    |    |    |     |    |     |    |        |